# Pancho Lasso

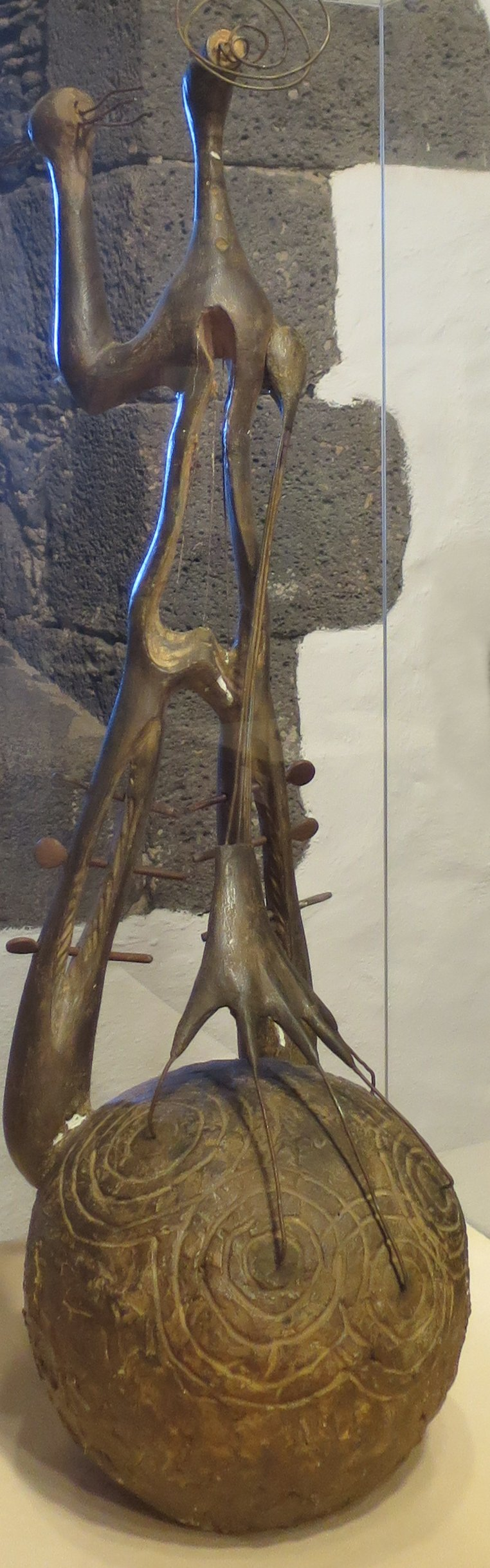
Monumento a la International (a la Música) Castillo de San José.

Pancho Lasso (Arrecife, Lanzarote, 14 de mayo de 1904 — Madrid, 25 de enero de 1973), fue un escultor y medallista español. Su amistad con Alberto Sánchez, la participación en el proyecto conocido como la Escuela de Vallecas, y la influencia que tuvo en el joven César Manrique enmarcan su poco conocida obra.

## Biografía y obra
Hijo de un humilde zapatero, aprendió el oficio de peluquero; pero su auténtica vocación le llevaría a ingresar, con catorce años, en la Escuela de Artes y Oficios de Arrecife. Dos años después, en 1920, muere su padre y él se hace cargo de la familia.
En 1925 empieza a impartir clases de anatomía, modelado, grabado en hueco y dibujo como profesor interino en la referida Escuela. Tras una exposición de sus obras tempranas en el estudio de fotografía de su cuñado, el fotógrafo francés Aquiles Heitz, el Cabildo de Lanzarote le concede una beca, la primera otorgada por esta institución, para estudiar en Madrid.
En 1926 se matricula como alumno libre en la Escuela de Bellas Artes de San Fernando y en la Escuela de Artes y Oficios de la capital de España. Alterna su formación artística con el aprendizaje de la talla en madera con Ángel Garzón, y otros maestros como Capuz o Mateo Inurria. En esos días contacta con la bohemia artística, haciendo amistad en la tertulia del Café de Oriente con Alberto Sánchez, cuyo influjo impregnará sus primeras tallas en madera (esculturas orgánicas inspiradas en formas vegetales muy vinculadas al surrealismo). Entre 1927 y 1929, Lasso se decanta por este estilo de inspiración cubista, que en aquellos días compartían escultores de la talla de Ángel Ferrant, Emiliano Barral, Mateo Hernández, Cristino Mallo, José Planes, Baltasar Lobo o el también canario Plácido Fleitas. Participa con Alberto y el pintor albaceteño Benjamín Palencia en el proceso de creación de la "primera Escuela de Vallecas", con la que tarde o temprano coquetearía la flor y nata de los artistas plásticos, escritores, arquitectos, fotógrafos e intelectuales del hervidero cultural de aquellos años previos a la Guerra Civil Española.
Más decisiva para su evolución será la lectura de la revista "Valori Plastici", avanzada de la pintura metafísica.  Por ella conoció la posibilidad de un arte puro, desprendido en lo posible de tema y contenido, objetivo común en españoles afincados en París como Francisco Bores y Cossío.
Consumida la ayuda insular, consigue una renovación en 1930, que le lleva de nuevo a Madrid, pero por razones que no se han documentado, a mediados de dicho año, se suprime esta pensión, dejando a Lasso en una difícil situación económica que atajará retomando su antigua profesión de peluquero y ayudando a un imaginero conocido como Pepito el Sevillano.
Proclamada la II República, en abril de 1931, Pancho Lasso participa en diversas iniciativas político-sociales de izquierda, a la vez que va cimentando su ideología comunista. En 1933 proyecta su "Monumento a La Internacional", una escultura exterior de grandes dimensiones que no se materializará hasta 75 años después.Durante la Guerra Civil toma partido por el bando republicano. Su estilo se hace más realista y la obra resultante más comprometida.
Tras la contienda, se refugia en Lanzarote. En 1941, su compañera desde 1934, Clara Berki da a luz a su única hija, Rosalía. De esos primeros años de postguerra fue su amistad con un jovencísimo César Manrique.
En 1946 está de nuevo en Madrid. La ausencia de ambiente artístico vanguardista le lleva a trabajar de nuevo con los imagineros y más tarde como medallista. Socio fundador de la Sociedad Española de Amigos de la Medalla, participa con la Federación Internacional del Arte de la Medalla en diversas muestras internacionales: Roma, Francia, Holanda, Suiza, Grecia... Su trabajo es mencionado en la revista parisina Moneda.
En la Exposición Internacional de 1965, organizada por la VI Feria del Campo de Madrid, obtiene el primer premio de escultura con "La Familia Campesina"; y poco tiempo después recibe el encargo del Ayuntamiento de Arrecife para la realización de las esculturas "Homenaje al doctor Molina Orosa" y "Homenaje al doctor Blas Cabrera Felipe". Ese mismo año muere su esposa. Pancho empieza a pintar y a escribir una serie de datos autobiográficos y reflexiones sobre arte.
Muere en Madrid en 1973, mientras preparaba una exposición antológica en su tierra natal.

## Reconocimiento póstumo
- Lo mejor de su obra es propiedad del Cabildo de Lanzarote, que le tiene reservada una sala en el Museo Internacional de Arte Contemporáneo de Lanzarote.[5]

- Pancho Lasso sería reconocido "Hijo predilecto de Lanzarote" en 2004.[6] Posteriormente, en febrero de 2011, tuvo lugar en Arrecife el homenaje institucional y el descubrimiento de la reproducción de su escultura Homenaje a la música a un discreto tamaño monumental.[7][8]

## Exposiciones individuales (selección)
- 1944 Cabildo Insular de Lanzarote, Arrecife.
- 1973 Lasso, Exposición patrocinada por el Cabildo de Lanzarote, Ayuntamiento de Arrecife y Caja Insular de Ahorros de las Palmas, Salones del Arrecife Gran Hotel, Lanzarote.
- 1997 Pancho Lasso. Retrospectiva, Fundación César Manrique, Lanzarote.
- 1995 Exposición de la Colección Pancho Lasso perteneciente al Cabildo de Lanzarote, Casa de los Arroyo, Arrecife.
- 1986 Exposición de esculturas de Francisco Lasso Morales, Centro Cultural Villa de Móstoles, Móstoles, Madrid.